# Polski Cmentarz Wojenny w Bejrucie
Polski Cmentarz Wojenny w Bejrucie – cmentarz założony w Bejrucie w 1946 roku.

## Historia

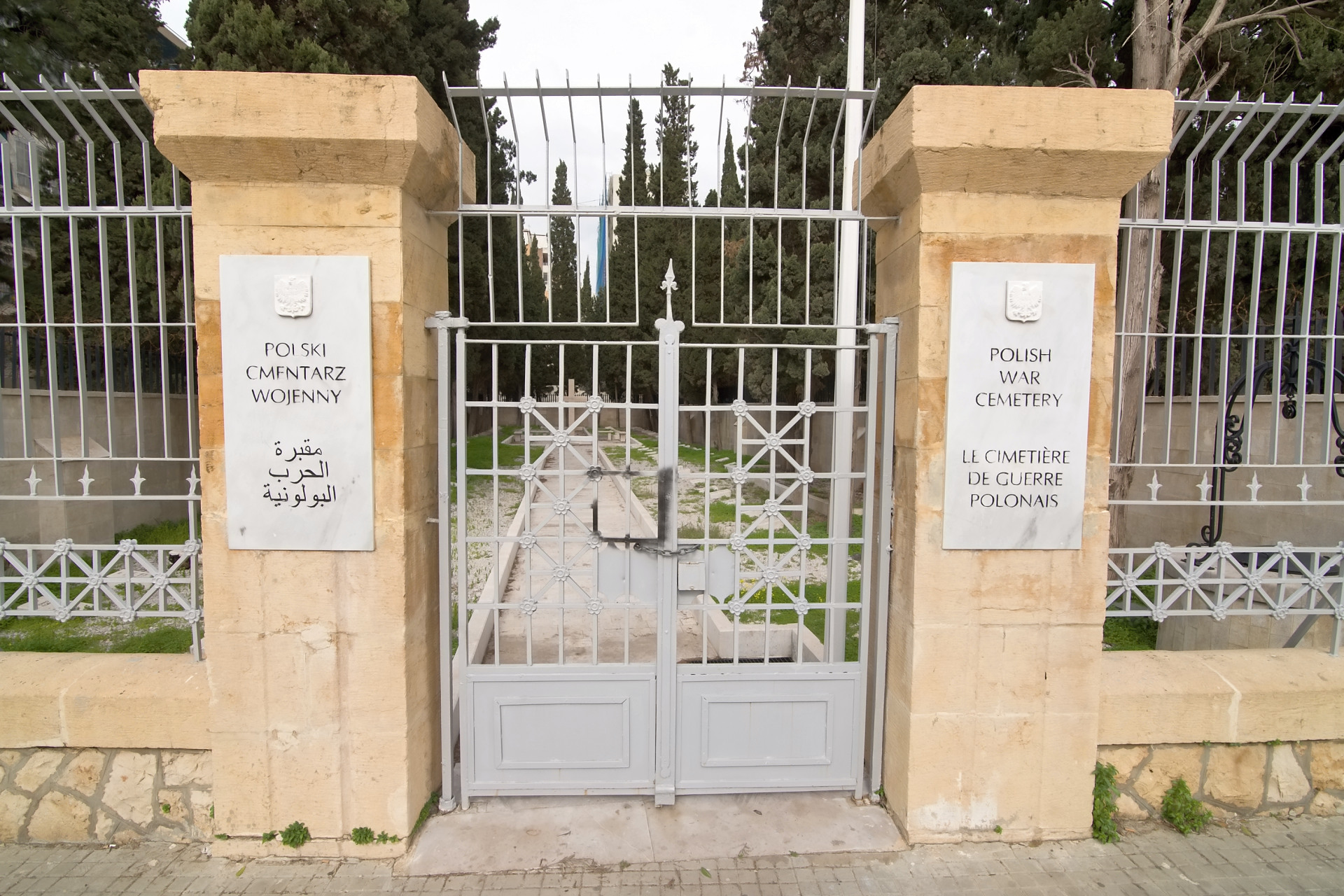
Brama wejściowa na cmentarz.

Podczas II wojny światowej w Libanie mieszkało niewielu uchodźców z Polski. Dopiero pod koniec wojny, w 1944 roku podjęto decyzję o ewakuowaniu tam 400 osób z Iranu. Byli to głównie młodzi ludzie i ich rodziny. Podjęli oni studia na uniwersytetach w Bejrucie. W następnym roku za zgodą władz libańskich ewakuowano kolejne osoby, tak, że w maju 1945 roku w Libanie mieszkało 700 Polaków. W 1946 roku przyjechała kolejna grupa. Mieszkali oni głównie w Bejrucie, potem stworzono ośrodek w Ghazirze. W 1950 roku większość Polaków wyjechało.
Cmentarz założono na przedmieściach Bejrutu w 1946 roku dzięki staraniom ks. prof. Kamila Kantaka. W 1970 tak pisał on o cmentarzu w liście do kaszubskiego działacza Klemensa Derca: Urządziłem tutaj cmentarz polski, jedyną pamiątkę jaka pozostanie po wymierających resztkach uchodźstwa i tam sobie obrałem miejsce, na środku pod krzyżem. Cmentarz został zaplanowany w ten sposób, że groby planowo umieszczono w dwóch rzędach, a na każdym grobie umieszczono płytę z nazwiskiem i datą śmierci.
Nekropolia została zniszczona podczas wojny domowej w 1975 roku. W 1991 roku reaktywowano Komitet cmentarny, a miejscowa Polonia wysprzątała cmentarz, który stał się wysypiskiem śmieci. Po odnowieniu cmentarz został ponownie zniszczony w 2006 roku podczas konfliktu izraelsko-libańskiego. 21 listopada 2010 roku cmentarz został poświęcony i ponownie otwarty po renowacji, którą przeprowadzono w 2009 roku.

## Renowacja
W grudniu 2009 roku ukończono renowację cmentarza. Prace wspierała miejscowa Polonia i konsulat polski. Z tej okazji na bramie cmentarza umieszczono polskie godło państwowe i marmurowe tablice informacyjne w czterech językach: polskim, arabskim, francuskim i angielskim.

## Pochowani
Na cmentarzu znajdują się groby 137 Polaków, którzy znaleźli się w Libanie po ewakuacji Armii Polskiej gen. Władysława Andersa z ZSSR.
- ks. prof. Kamil Kantak - jeniec Kozielska i Ostaszkowa i duszpasterz Polonii na Bliskim Wschodzie, historyk Kościoła, archiwariusz, społecznik, działacz narodowy[5]
- Bolesław Baake - malarz[5]
- Karol Schayer - architekt[6]
- Hanka Ordonówna - jej prochy ekshumowano w 1990 roku i po przewiezieniu do Warszawy pochowano na Powązkach[5][3]